# At home Wedding Vol.2
『at home Wedding Vol.2』は、TIAA MUSIC ENTERTAINMENTから2013年12月15日に発売されたオムニバスCDアルバム。JAN:4562276360180。

## 収録曲
1. J.ブラームス:6つの小品 Op.118-2(ピアノ:今泉由美子)[4'58"]
2. J.スーク:愛の歌(6つのピアノ小品より)(ピアノ:中山育代)[5'56"]
3. R.シューマン:告白(『謝肉祭』より)(ピアノ:奥田有紀美)[1'21"]
4. F.ショパン:ノクターン第8番(ピアノ:奥田有紀美)[5'17"]
5. J.S.バッハ:主よ人の望みよ喜びよ(カンタータ第147番『心と口と行いと生活で』より)(編曲・ウクレレ:大橋彰彦)[3'02"]
6. F.メンデルスゾーン：結婚行進曲(劇音楽『夏の夜の夢』より)(ピアノ:小川瞳)[4'00"]
7. F.リスト:愛の夢(第3番)(ピアノ:小川瞳)[4'31"]
8. F.ショパン:黒鍵のエチュード(ピアノ:小川瞳)[1'49"]
9. 中村由利子:Praise <賛歌>(ピアノ:大野あおい)[3'14"]
10. F.ショパン:ポロネーズ第13番(ピアノ:根岸美奈子)[3'36"]
11. F.ショパン:ポロネーズ第14番(ピアノ:根岸美奈子)[3'44"]
12. J.シュトラウスⅡ(編曲:グリュンフェルト):ウィーンの夜会 Op.56(喜歌劇『こうもり』等のワルツの主題による演奏会用パラフレーズ)(ピアノ:根岸美奈子)[6'42"]
13. W.A.モーツァルト:アイネ・クライネ・ナハトムジーク(第一楽章)(ピアノ連弾:村上友季子・八筬まどか)[4'07"]
14. 椿太陽:SUNRISE(ヴァイオリン:椿太陽)[2'38"]
15. 椿太陽:Promise Song(ヴァイオリン:椿太陽)[2'48"]
16. R.シューマン:トロイメライ(『子供の情景』より)(ピアノ:須永萌子)[2'49"]